# Línea N12 (EMT Madrid)
La línea N12 de la empresa municipal de autobuses de Madrid es una línea nocturna que conecta la Plaza de Cibeles con Butarque.

## Características
La línea, al igual que todas las líneas nocturnas de Madrid de la red de búhos, empieza su camino en la plaza de Cibeles y sus horarios de salida de la misma coinciden con los de otras líneas para permitir el transbordo. Esta línea circula hasta el barrio de Butarque.

## Horarios
| Domingos a jueves y festivos           |                    |                    |                    |                    |                    |                    |                    |                    |                    |                    |                    |                    |                    |                    |                    |
| Cibeles > Butarque                     | Cibeles > Butarque | Cibeles > Butarque | Cibeles > Butarque | Cibeles > Butarque | Cibeles > Butarque | Cibeles > Butarque | Cibeles > Butarque | Butarque > Cibeles | Butarque > Cibeles | Butarque > Cibeles | Butarque > Cibeles | Butarque > Cibeles | Butarque > Cibeles | Butarque > Cibeles | Butarque > Cibeles |
| 00                                     | 01                 | 02                 | 03                 | 04                 | 05                 | 06                 | 07                 | 23                 | 00                 | 01                 | 02                 | 03                 | 04                 | 05                 | 06                 |
| 00 35                                  | 10 45              | 20 55              | 30                 | 05 40              | 15                 |                    |                    | 40                 | 15 50              | 25                 | 00 35              | 10 45              | 20                 | 00 45              |                    |
| Viernes, sábados y vísperas de festivo |                    |                    |                    |                    |                    |                    |                    |                    |                    |                    |                    |                    |                    |                    |                    |
| Cibeles > Butarque                     | Cibeles > Butarque | Cibeles > Butarque | Cibeles > Butarque | Cibeles > Butarque | Cibeles > Butarque | Cibeles > Butarque | Cibeles > Butarque | Butarque > Cibeles | Butarque > Cibeles | Butarque > Cibeles | Butarque > Cibeles | Butarque > Cibeles | Butarque > Cibeles | Butarque > Cibeles | Butarque > Cibeles |
| 00                                     | 01                 | 02                 | 03                 | 04                 | 05                 | 06                 | 07                 | 23                 | 00                 | 01                 | 02                 | 03                 | 04                 | 05                 | 06                 |
| 00 20 40                               | 00 15 30 45        | 00 15 30 45        | 00 15 30 45        | 00 15 30 45        | 00 20 45           | 15                 | 00                 | 30 55              | 20 40              | 00 20 35 50        | 05 20 35 50        | 05 20 35 50        | 05 20 35 50        | 10 30 50           | 15                 |
| Sólo sábados y vísperas de festivo     |                    |                    |                    |                    |                    |                    |                    |                    |                    |                    |                    |                    |                    |                    |                    |

## Recorrido y paradas

### Sentido Butarque
| Código | Parada                                | Común con                          | Conexiones con Metro y Cercanías | Otros |
| ------ | ------------------------------------- | ---------------------------------- | -------------------------------- | --- |
| 5442   | CIBELES                               | N15                                | Banco de España                  | Líneas N1, N2, N3, N4, N5, N6, N7, N8, N9, N10, N11, N12, N13, N14, N15, N16, N17, N18, N19, N20, N21, N22, N23, N24, N25, N26 y Exprés Aeropuerto (N27) |
| 77     | Neptuno                               | N9 N10 N11 N13 N14 N15 N17 N25 N26 |                                  | |
| 79     | Museo del Prado-Jardín Botánico       | N9 N10 N11 N13 N14 N15 N17 N25 N26 |                                  | |
| 81     | Prado-Atocha                          | N9 N10 N11 N13 N14 N15 N17 N25 N26 | Estación del Arte                | |
| 83     | Reina Sofía                           | N15 N17 NC1                        |                                  | NC2 |
| 84     | Teatro Circo Price                    | N15 N17 NC1                        |                                  | NC2 |
| 320    | Embajadores-Ronda de Valencia         | N15 NC1                            | Embajadores                      | NC2 |
| 322    | Embajadores-Acacias                   | N15                                |                                  | |
| 326    | Olmos                                 | N15                                |                                  | |
| 327    | Pirámides                             | N15                                | Pirámides                        | |
| 4518   | Yeserías                              |                                    |                                  | |
| 1118   | Parque de la Arganzuela               |                                    |                                  | |
| 4484   | Puente Praga                          |                                    |                                  | |
| 1120   | La Chopera-Puente Praga               |                                    |                                  | |
| 1122   | Casa del Reloj                        | N14                                |                                  | |
| 1124   | Legazpi-Matadero                      | N14                                | Legazpi                          | N13 N401 N402 |
| 930    | Antonio López-Avenida de Córdoba      |                                    |                                  | |
| 932    | Antonio López-Vado                    |                                    |                                  | |
| 934    | Antonio López-Socuéllamos             |                                    |                                  | |
| 936    | González Feito                        |                                    |                                  | |
| 5124   | Camino de Perales-San Mario           |                                    |                                  | |
| 937    | San Mario                             |                                    |                                  | |
| 939    | Estafeta-Carabelos                    |                                    |                                  | |
| 943    | Estafeta-Avenida San Fermín           |                                    |                                  | |
| 2839   | Glorieta San Martín de la Vega        |                                    |                                  | |
| 4865   | Avenida de los Rosales-Silvina        |                                    |                                  | |
| 4867   | Avenida de los Rosales-Rutilo         |                                    |                                  | |
| 5638   | Los Rosales-Tanatorio                 |                                    |                                  | |
| 5244   | Carretera de Vallecas-Avenida Rosales |                                    |                                  | |
| 5253   | Avenida de los Rosales-Uranio         |                                    |                                  | |
| 4982   | Centro Cultural Los Rosales           |                                    |                                  | |
| 3203   | Berrocal-Bario                        |                                    |                                  | |
| 5072   | Berrocal-Canchal                      |                                    |                                  | |
| 3205   | Berrocal-Silvinita                    |                                    |                                  | |
| 5074   | Plaza de los Metales                  |                                    |                                  | |
| 4312   | Ganados del Salobral                  |                                    |                                  | |
| 4314   | BUTARQUE (C/ Llanos, 3)               |                                    |                                  | |

### Sentido Plaza de Cibeles
| Código | Parada                                                | Común con                          | Conexiones con Metro y Cercanías | Otros |
| ------ | ----------------------------------------------------- | ---------------------------------- | -------------------------------- | --- |
| 4314   | BUTARQUE (C/ Llanos, 3)                               |                                    |                                  | |
| 4313   | Plaza de los Metales (C/ Villaverde a Perales de Río) |                                    |                                  | |
| 5073   | Plaza de los Metales                                  |                                    |                                  | |
| 3255   | Berrocal-Limonita                                     |                                    |                                  | |
| 4984   | Berrocal-Canchal                                      |                                    |                                  | |
| 3257   | Berrocal-Bario                                        |                                    |                                  | |
| 4983   | Centro Cultural Los Rosales                           |                                    |                                  | |
| 3752   | Avenida de los Rosales-Matachel                       |                                    |                                  | |
| 5245   | Carretera de Vallecas-Avenida Rosales                 |                                    |                                  | |
| 5775   | Los Rosales-Tanatorio                                 |                                    |                                  | |
| 4868   | Avenida de los Rosales-Rutilo                         |                                    |                                  | |
| 4866   | Avenida de los Rosales-Silvina                        |                                    |                                  | |
| 945    | Glorieta San Martín de la Vega                        |                                    |                                  | |
| 944    | Estafeta-Avenida San Fermín                           |                                    |                                  | |
| 940    | Estafeta-Carabelos                                    |                                    |                                  | |
| 938    | San Mario                                             |                                    |                                  | |
| 5125   | Camino de Perales-San Mario                           |                                    |                                  | |
| 935    | Antonio López-Socuéllamos                             |                                    |                                  | |
| 933    | Antonio López-Vado                                    |                                    |                                  | |
| 931    | Antonio López-Avenida de Córdoba                      |                                    |                                  | |
| 1125   | Legazpi-Matadero                                      | N14                                | Legazpi                          | N13 N401 N402 |
| 1123   | Casa del Reloj                                        | N14                                |                                  | |
| 1121   | La Chopera-Puente Praga                               |                                    |                                  | |
| 4485   | Puente Praga                                          |                                    |                                  | |
| 1119   | Parque de la Arganzuela                               |                                    |                                  | |
| 4519   | Yeserías                                              |                                    |                                  | |
| 328    | Pirámides                                             | N15                                | Pirámides                        | |
| 381    | Olmos                                                 | N15                                |                                  | |
| 323    | Embajadores-Acacias                                   | N15                                |                                  | |
| 321    | Embajadores-Ronda de Valencia                         | N15                                | Embajadores                      | NC1 NC2 |
| 85     | Teatro Circo Price                                    | N15 N17 NC2                        |                                  | NC1 |
| 4985   | Reina Sofía                                           | N15 N17 NC2                        |                                  | NC1 |
| 82     | Prado-Atocha                                          | N9 N10 N11 N13 N14 N15 N17 N25 N26 | Estación del Arte                | |
| 5511   | Museo del Prado-Jardín Botánico                       | N9 N10 N11 N13 N14 N15 N17 N25 N26 |                                  | |
| 78     | Neptuno                                               | N9 N10 N11 N13 N14 N15 N17 N25 N26 |                                  | |
| 5442   | CIBELES                                               | N15                                | Banco de España                  | Líneas N1, N2, N3, N4, N5, N6, N7, N8, N9, N10, N11, N12, N13, N14, N15, N16, N17, N18, N19, N20, N21, N22, N23, N24, N25, N26 y Exprés Aeropuerto (N27) |